# 东岭集团
东岭集团（英語：Dongling Group），全称东岭集团股份有限公司是成立于1979年的陝西民營企業，最初为村办集体企业。其现时业务主要涵盖贸易供应链、实体制造以及地产服务等三大板块。
中国企业破产重整案件信息网数据显示，2024年7月25日东岭集团被陕西立邦软件有限公司申请破产重组。

## 歷史
1979年，东岭村村民以生产小组的名义在临街建了16间门面房，成立了金台区联盟综合服务部。1984年，该服务部被划分为联盟黑白铁加工厂、木器加工厂等。1985年，东岭机械铆焊厂建成。
1996年，以东岭机械铆焊厂作为核心，东岭集团得以组建。2000年，东岭集团改制成股份公司，注册名称为陕西东岭工贸股份有限公司。2002年，它更名为陕西东岭工贸集团股份有限公司。
2017年，陕西东岭工贸集团股份有限公司变更为东岭集团股份有限公司。

## 争议

### 血铅事件
2009年7月，东岭集团旗下的铅锌冶炼企业造成当地至少615名儿童血铅含量超标，其中166人属于中度、重度铅中毒。后续报道显示，血铅超标儿童的人数上升到850人。“血铅事件”曝光后不久，涉事冶炼厂便被关闭。
时任东岭集团党委副书记的赵卫平也承认“部分儿童血铅超标与东岭有一定关系”，并向血铅超标的孩子及其家长和周边的居民表示歉意。

### 诉讼纠纷
截至2024年8月2日，东岭集团身陷百余起诉讼纠纷，涉及145件司法案件，涵盖买卖合同纠纷、借款合同纠纷等方面，被执行金额达12.7亿元。

## 经营危机
2024年7月，东岭集团被陕西立邦软件有限公司申请破产重组，北京观韬（西安）律师事务所被指定为其破产管理人。